# 孫昺 (嘉靖癸未進士)
孫昺（1482年—？年），字子晦，南直隶太平府當塗縣人，明朝政治人物。

## 生平
治《詩經》，正德八年（1513年）癸酉科應天府鄉試第一百二十五名舉人，年四十二歲中式嘉靖二年（1523年）癸未科會試第三百四十六名，第三甲第一百四十六名進士。嘉靖八年（1529年）任浙江海寧縣知縣，陞錦衣衛經歷。

## 家族
曾祖孫銓。祖父孫璥。父孫宸，壽官。母陳氏，继母杨氏。严侍下。兄輔、麟、鳳、冕、裕、容、貴、昌、綱、弟紀、方、暹、绣、昶。